# Мулашев Марат Лензович
Марат Мулашев (рос. Мара́т Ле́нзович Мула́шев; нар. 7 січня 1968, Омськ, СРСР) — радянський та російський футболіст, нападник; тренер.

## Клубна кар'єра
У 1989 році почав свою кар'єру в омському «Іртиші». На початку 1992 року був запрошений Анатолієм Заяєвим у «Таврію». 7 березня 1992 року дебютував у Вищій лізі України в матчі із запорізьким «Торпедо» (2:0), але після 2 матчів у березні 1992 року залишив команду і перейшов у «Рубін-ТАН». У 1993 році був гравцем клубу Вищої ліги Росії «Луч» з Владивостока. У 1994 році захищав кольори новоросійського «Чорноморця». У 1995 році повернувся до «Іртиша», де в 2002 році у віці 34 років завершив кар'єру. Всього у складі «Іртиша» провів 336 матчів і забив 117 голів, що є найкращим результатом за всю історію клубу.

## Кар'єра тренера
У 2003 році вступив у Вищу школу тренерів. З 2005 по 2006 рік працював тренером в «Іртиші». В даний час працює головним тренером команди 1999 року народження клубу «Росич».

## Досягнення
- Першість Футбольної Національної Ліги
  -  Чемпіон (1): 1994

### Індивідуальні
- Найкращий бомбардир зони «Схід» Другого дивізіону: 1996 (22 м'ячі)